# Lytocarpia perarmata
Lytocarpia perarmata is een hydroïdpoliep uit de familie Aglaopheniidae. De poliep komt uit het geslacht Lytocarpia. Lytocarpia perarmata werd in 1913 voor het eerst wetenschappelijk beschreven door Billard. 